# Frost (månekrater)
 For alternative betydninger, se Frost (flertydig). (Se også artikler, som begynder med Frost)
Frost er et nedslagskrater på Månen. Det befinder sig på Månens bagside og er opkaldt efter den amerikanske astronom Edwin B. Frost (1866 – 1935).
Navnet blev officielt tildelt af den Internationale Astronomiske Union (IAU) i 1970. 

## Omgivelser
Frostkrateret er forbundet med den sydlige rand af Landaubassinet. Lige mod øst ligger Petropavlovskiykrateret, og mod nordøst langs randen af Landau ligger Razumovkrateret. Douglasskrater ligger mindre end en kraterdiameter mod vest-sydvest.

## Karakteristika
Kraterets ydre rand er eroderet, men der ligger kun et enkelt småkrater over den langs dens nordøstlige side. Kratervæggen er bredere og tungere mod nord, hvor den er blevet forstærket med Landaus tidligere rand. Den nordlige del af kraterbunden er dækket af to mindre kratere, hvoraf det største ligger langs den nordvestlige indre kratervæg. Derimod er bundens sydlige del ret jævn og uden særlige landskabsformationer.

## Satellitkratere
De kratere, som kaldes satellitter, er små kratere beliggende i eller nær hovedkrateret. Deres dannelse er sædvanligvis sket uafhængigt af dette, men de får samme navn som hovedkrateret med tilføjelse af et stort bogstav. På kort over Månen er det en konvention at identificere dem ved at placere dette bogstav på den side af satellitkraterets midte, som ligger nærmest hovedkrateret. Frostkrateret har følgende satellitkratere:
| Frost | Længde  | Bredde   | Diameter |
| ----- | ------- | -------- | -------- |
| N     | 35,0° N | 119,2° V | 43 km    |

## Måneatlas
- Billeder af Frostkrateret i LPI-måneatlasset